# Dienstgrade der Feuerwehr in Brandenburg
Feuerwehrangehörige im Land Brandenburg werden gemäß dem "Erlass des Ministeriums des Innern und für Kommunales über die Dienst- und Schutzkleidung von Angehörigen der Feuerwehren im Land Brandenburg" (Bekleidungserlass Feuerwehr - BEFw) vom 13. November 2024 mit Rang-, Dienstgrad- oder Tätigkeitsabzeichen gekennzeichnet. Die Beförderungen der Angehörigen der freiwilligen Feuerwehren regelt die Tätigkeitsverordnung Freiwillige Feuerwehr (TVFF).

## Freiwillige Feuerwehr
Je nach Ausbildungsstand und Dauer der Zugehörigkeit zur Feuerwehr erhält ein Feuerwehrmitglied einen Dienstgrad verliehen. Die ehrenamtlichen Mitglieder der Feuerwehren in Brandenburg können folgende Dienstgrade haben:
| Dienstgrad                                           | Dienstgradabzeichen | Voraussetzungen | Mützenkordel / Jackenknöpfe |
| ---------------------------------------------------- | ------------------- | --- | --------------------------- |
| Feuerwehrmannanwärter / Feuerwehrfrauanwärterin      |                     | Aufnahme in den aktiven Dienst der freiwilligen Feuerwehr | schwarz / silber            |
| Feuerwehrmann / Feuerwehrfrau                        |                     | Ableistung einer einjährigen Probezeit und erfolgreicher Abschluss der Truppmannausbildung Teil 1                                                                                      | schwarz / silber            |
| Oberfeuerwehrmann / Oberfeuerwehrfrau                |                     | erfolgreicher Abschluss der Lehrgänge Sprechfunker und Atemschutzgeräteträger (bei entsprechender gesundheitlicher Eignung) und erfolgreicher Abschluss der Truppmannausbildung Teil 2 | schwarz / silber            |
| Hauptfeuerwehrmann / Hauptfeuerwehrfrau              |                     | drei Jahre Oberfeuerwehrmann/ -frau und erfolgreiche Teilnahme an mindestens zwei Zusatzausbildungen                                                                                   | schwarz / silber            |
| Erster Hauptfeuerwehrmann / Erste Hauptfeuerwehrfrau |                     | zehn Jahre Hauptfeuerwehrmann/ -frau und erfolgreiche Teilnahme an einer weiteren Zusatzausbildung                                                                                     | schwarz / silber            |
| Löschmeister/in                                      |                     | erfolgreicher Abschluss der Truppführungsausbildung | schwarz / silber            |
| Oberlöschmeister/in                                  |                     | drei Jahre Löschmeister/in und erfolgreiche Teilnahme an einer Zusatzausbildung | schwarz / silber            |
| Hauptlöschmeister/in                                 |                     | fünf Jahre Oberlöschmeister/in und erfolgreiche Teilnahme an einer weiteren Zusatzausbildung                                                                                           | schwarz / silber            |
| Erste/r Hauptlöschmeister/in                         |                     | zehn Jahre Hauptlöschmeister/in und erfolgreiche Teilnahme an einer weiteren Zusatzausbildung                                                                                          | schwarz / silber            |
| Brandmeister/in                                      |                     | erfolgreicher Abschluss der Gruppenführungsausbildung und zwei erfolgreich abgeschlossene Zusatzausbildungen                                                                           | silber / silber             |
| Oberbrandmeister/in                                  |                     | zehn Jahre Brandmeister/in | silber / silber             |
| Hauptbrandmeister/in                                 |                     | erfolgreicher Abschluss der Zugführungsausbildung | silber / silber             |
| Erster Hauptbrandmeister/in                          |                     | zehn Jahre Hauptbrandmeister/in | silber / silber             |
| Brandinspektor/in                                    |                     | erfolgreicher Abschluss des Verbandsführungslehrgangs | silber / silber             |
| Oberbrandinspektor/in                                |                     | fünf Jahre Brandinspektor/in und erfolgreicher Abschluss des Lehrgangs „Leiter/-in einer Freiwilligen Feuerwehr“                                                                       | silber / silber             |
| Hauptbrandinspektor/in                               |                     | fünf Jahre Oberbrandinspektor/in und erfolgreicher Abschluss des Lehrgangs "Einführung in die Stabsarbeit"                                                                             | silber / silber             |

## Landesbranddirektor/in und Kreisbrandmeister
Der Landesbranddirektor / die Landesbranddirektorin, die Kreisbrandmeister/innen und ihre Stellvertretungen tragen in Ausübung ihrer Funktion anstelle des Rang-, Dienstgrad-. oder Tätigkeitsabzeichens ein Funktionsabzeichen.
| Funktion                                                                               | Funktionskennzeichnung | Mützenkordel / Jackenknöpfe |
| -------------------------------------------------------------------------------------- | ---------------------- | --------------------------- |
| stellvertretende/r Kreisbrandmeister/in                                                |                        | Gold / Gold                 |
| Kreisbrandmeister/in                                                                   |                        | Gold / Gold                 |
| ehrenamtliche/r Stellvertreter/in des Landesbranddirektors / der Landesbranddirektorin |                        | Gold / Gold                 |
| stellvertretende/r Landesbranddirektor/in                                              |                        | Gold / Gold                 |
| Landesbranddirektor/in                                                                 |                        | Gold / Gold                 |
| Stellvertretende/r Kreisbrandmeister/in ehrenhalber                                    |                        | Gold / Gold                 |
| Kreisbrandmeister/in ehrenhalber                                                       |                        | Gold / Gold                 |

## Beamte und Beschäftigte des feuerwehrtechnischen Dienstes
| Amtsbezeichnung (Beamte) / Tätigkeitsbezeichnung (Beschäftigte) | Rangabzeichen (Beamte) | Besoldungsgruppe (Beamte) | Tätigkeitsabzeichen (Beschäftigte) | Eingruppierung (Beschäftigte) | Mützenkordel / Jackenknöpfe |
| --------------------------------------------------------------- | ---------------------- | ------------------------- | ---------------------------------- | ----------------------------- | --------------------------- |
| Brandmeisteranwärter/in                                         |                        | Vorbereitungsdienst       | -                                  | -                             | Schwarz / Silber            |
| Brandmeister/in                                                 |                        | A7                        |                                    | E7                            | Schwarz / Silber            |
| Oberbrandmeister/in                                             |                        | A8                        |                                    | E8                            | Schwarz / Silber            |
| Hauptbrandmeister/in                                            |                        | A9                        |                                    | E9a                           | Schwarz / Silber            |
| Erste/r Hauptbrandmeister/in                                    |                        | A10                       |                                    | E9b                           | Schwarz / Silber            |
| Erste/r Hauptbrandmeister/in                                    |                        | A11                       |                                    | E9c                           | Schwarz / Silber            |
| Brandinspektor/in                                               | -                      | -                         |                                    | E9c                           | Silber / Silber             |
| Brandoberinspektoranwärter/in                                   |                        | Vorbereitungsdienst       | -                                  | -                             | Silber / Silber             |
| Brandoberinspektor/in                                           |                        | A10                       |                                    | E10                           | Silber / Silber             |
| Brandamtmann / Brandamtfrau                                     |                        | A11                       |                                    | E11                           | Silber / Silber             |
| Brandamtsrat / Brandamtsrätin                                   |                        | A12                       |                                    | E12                           | Silber / Silber             |
| Brandoberamtsrat / Brandoberamtsrätin                           |                        | A13 gD                    | -                                  | -                             | Silber / Silber             |
| Brandoberamtsrat / Brandoberamtsrätin                           |                        | A14 gD                    | -                                  | -                             | Silber / Silber             |
| Brandreferendar/in                                              |                        | Vorbereitungsdienst       | -                                  | -                             | Gold / Gold                 |
| Brandrat / Brandrätin                                           |                        | A13                       |                                    | E13                           | Gold / Gold                 |
| Oberbrandrat / Oberbrandrätin                                   |                        | A14                       |                                    | E14                           | Gold / Gold                 |
| Branddirektor/in                                                |                        | A15                       |                                    | E15                           | Gold / Gold                 |
| Leitende/r Branddirektor/in                                     |                        | A16                       | -                                  | -                             | Gold / Gold                 |

## Funktionsabzeichen
Funktionsabzeichen werden zusätzlich zu dem Rang-, Dienstgrad-. oder Tätigkeitsabzeichen und nur für die Dauer der Funktionsausübung getragen.
| Dienststellung | Brustabzeichen | Alternative Kennzeichnung auf dem Dienstgradabzeichen |
| --- | -------------- | ----------------------------------------------------- |
| stellvertretende/r Ortsjugendfeuerwehrwart/in |                |                                                       |
| Ortsjugendfeuerwehrwart/in |                |                                                       |
| stellvertretende/r Amts-, Verbandsgemeinde-, Gemeindejugendfeuerwehrwart/in |                |                                                       |
| Amts-, Verbandsgemeinde-, Gemeindejugendfeuerwehrwart/in |                |                                                       |
| stellvertretende/r Ortswehrführer/in |                |                                                       |
| Ortswehrführer/in |                |                                                       |
| Stellvertretende/r Ortsgemeindewehrführer/in (in Gemeinden einer Verbandsgemeinde möglich) Stellvertretende/r Amtsgemeindewehrführer/in (in amtsangehörigen Gemeinden möglich) |                |                                                       |
| Ortsgemeindewehrführer/in (in Gemeinden einer Verbandsgemeinde möglich) Amtsgemeindewehrführer/in (in amtsangehörigen Gemeinden möglich)                                       |                |                                                       |
| Sprecher/in der Freiwilligen Feuerwehr bei einer Berufsfeuerwehr (Person gemäß § 28 Absatz 3 Satz 2 BbgBKG)                                                                    |                |                                                       |
| stellvertretende/r Leiter/in der Feuerwehr (stellv. Amts-, Verbandsgemeinde-, Stadt,- Gemeindewehrführer/in)                                                                   |                |                                                       |
| Leiter/in der Feuerwehr (Amts-, Verbandsgemeinde-, Stadt-, Gemeindewehrführer/in)                                                                                              |                |                                                       |
| stellvertretende/r Leiter/in einer Berufsfeuerwehr |                | -                                                     |
| Leiter/in einer Berufsfeuerwehr |                | -                                                     |

## Helmkennzeichnung
Die Helmkennzeichnung dient als Erkennungsmerkmal der fachlichen Qualifikation des Feuerwehrangehörigen. Die tatsächlich ausgeübte Funktion im Einsatz kann hiervon abweichen und wird ggf. durch die Funktionsweste dargestellt.
|                |                      |                                               |                                                             |
| Gruppenführer  | Zugführer            | Verbandsführer oder Leiter/in einer Feuerwehr | Kreisbrandmeister/in, Landesbrandmeister/in                 |
| Fahrzeugführer | Wachabteilungsleiter | gehobener feuerwehrtechnischer Dienst         | höherer feuerwehrtechnischer Dienst, Landesbranddirektor/in |

| Darstellung | Bedeutung                                   |
| ----------- | ------------------------------------------- |
|             | Atemschutzgeräteträger/in (einsatztauglich) |
|             | Rettungs- oder Notfallsanitäter/in          |

## Kennzeichnung durch Koller und Westen
Im Einsatz tragen Führungskräfte zur Kennzeichnung eine farbige Weste mit ergänzender Funktionsaufschrift auf dem Brust- und Rückenteil. Die Weste wird über der jeweiligen Einsatzkleidung getragen. Die Farben sind dabei verschiedenen Funktionen zugeordnet.
| Funktion                  | farbliche Kennzeichnung | Beschriftung |
| ------------------------- | ----------------------- | --- |
| Einsatzleiter             |                         | Einsatzleiter |
| Einsatzabschnittsleiter   |                         | Abschnittsleiter (ggf. ergänzt um Einsatzabschnittsleiter Luft, lfd. Nr. z.B. Abschnittsleiter 1)                              |
| Unterabschnittleiter      |                         | Unterabschnittsleiter (ggf. ergänzt um z.B. Drohnenpilot und Luftraumbeobachter)                                               |
| Einheitsführer            |                         | Einheitsführer (ggf. ergänzt um die Bezeichnung der Einheit gemäß KatSV oder die Bezeichnung des Fahrzeuges und der Feuerwehr) |
| Fachberater               |                         | Fachberater (ggf. ergänzt um z.B. Presse, Luft, Gefahrgut, Forst, THW)                                                         |
| Rettungsdienst            |                         | Rettungsdienst (ggf. ergänzt um z.B. leitender Notarzt, Org Leiter)                                                            |
| Atemschutzüberwachung     |                         | Atemschutzüberwachung |
| Notfallseelsorge          |                         | Notfallseelsorge |
| Versorgungsnachweis (VSN) |                         | VSN |

## Ehemalige Dienstgradabzeichen
Für die Freiwilligen Feuerwehren gibt es eine Übergangsfrist bis November 2029 zur Ausgabe der neuen Dienstgradabzeichen. Daher sind auch die alten Dienstgradabzeichen noch vermehrt anzutreffen.
| Abzeichen | Freiwillige Feuerwehr                                             | Berufsfeuerwehr                       |
| --------- | ----------------------------------------------------------------- | ------------------------------------- |
|           | Feuerwehrmannanwärter / Feuerwehrfrau-Anwärterin                  | -                                     |
|           | Feuerwehrmann / Feuerwehrfrau                                     | -                                     |
|           | Oberfeuerwehrmann / Oberfeuerwehrfrau                             | Brandmeisteranwärter/in               |
|           | Hauptfeuerwehrmann / Hauptfeuerwehrfrau                           | Brandmeister/in                       |
|           | Löschmeister/in                                                   | Oberbrandmeister/in                   |
|           | Oberlöschmeister/in                                               | Hauptbrandmeister/in                  |
|           | Hauptlöschmeister/in                                              | Hauptbrandmeister/in mit Zulage       |
|           | Erster Hauptlöschmeister/in                                       | -                                     |
|           | Brandmeister/in                                                   | Brandoberinspektoranwärter/in         |
|           | Oberbrandmeister/in                                               | Brandoberinspektor/in                 |
|           | Hauptbrandmeister/in                                              | Brandamtmann / Brandamtfrau           |
|           | Erster Hauptbrandmeister/in                                       | Brandamtsrat / Brandamtsrätin         |
|           |                                                                   | Brandoberamtsrat / Brandoberamtsrätin |
|           | Gemeinde-/Stadt-/Amtsbrandmeister/in Stellv. Kreisbrandmeister/in | Brandreferendar/in                    |
|           | Kreisbrandmeister/in                                              | Brandrat / Brandrätin                 |
|           | Stellv. Landesbranddirektor/in                                    | Oberbrandrat / Oberbrandrätin         |
|           | Landesbranddirektor/in                                            | Branddirektor/in                      |